# Slovenien i olympiska vinterspelen 1994
Slovenien deltog med 22 deltagare vid de olympiska vinterspelen 1994 i Lillehammer. Totalt vann de tre bronsmedaljer.

## Medaljer

### Brons
- Jure Košir - Alpin skidåkning, Slalom.
- Katja Koren - Alpin skidåkning, Slalom.
- Alenka Dovžan - Alpin skidåkning,  Superkombination .